# Шлек, Фрэнк
Фрэнк Рене Шлек (люкс. Fränk René Schleck, род. 15 апреля 1980 в Люксембурге) — люксембургский шоссейный велогонщик. Брат победитея Тур де Франс 2010 Анди Шлека.

## Биография
Сын Джонни Шлека, который также был профессиональным велогощиком.

## Допинг
17 июля 2012 года, во время Тур де Франс, было объявлено о наличие в допинг-пробе люксембуржца запрещенных, маскирующих препаратов. Команда RadioShack объявила о его сходе с гонки.

## Победы
| 2005 - 1-й — Чемпионат Люксембурга, групповая гонка - 1-й на этапе 4 (ТТТ) — Тур Средиземноморья 2006 - 1-й — Амстел Голд Рейс - 1-й на этапе 15 — Тур де Франс 2007 - 1-й на этапе 4 — Тур Швейцарии - 1-й — Джиро дель Эмилия 2008 - 1-й — Чемпионат Люксембурга, групповая гонка - 1-й на этапе 1 (ТТТ) — Тур Польши 2009 - 1-й — Тур Люксембурга - 1-й на этапе 3 - 1-й на этапе 8— Тур Калифорнии - 1-й на этапе 17 — Тур де Франс | 2010 - 1-й — Чемпионат Люксембурга, групповая гонка - 1-й — Тур Швейцарии - 1-й на этапе 3 - 1-й на этапе 2 — Тура Люксембурга 2011 - 1-й — Чемпионат Люксембурга, групповая гонка - 1-й — Критериум Интернациональ - 1-й на этапа 1 2014 - 1-й — Чемпионат Люксембурга, групповая гонка 2015 - 1-й на этапе 16 — Вуэльта Испании |

## Выступления в Гранд Туре
| Grand Tour      | 2003 | 2004 | 2005 | 2006 | 2007 | 2008 | 2009 | 2010 | 2011 | 2012 | 2013 | 2014 | 2015 |
| --------------- | ---- | ---- | ---- | ---- | ---- | ---- | ---- | ---- | ---- | ---- | ---- | ---- | ---- |
| Джиро д’Италия  | —    | —    | 42   | —    | —    | —    | —    | —    | —    | НФ   | —    | —    | —    |
| Тур де Франс    | —    | —    | —    | 10   | 17   | 6    | 5    | НФ   | 3    | НФ   | —    | 12   | —    |
| Вуэльта Испании | НФ   | 46   | —    | —    | —    | —    | НФ   | 5    | —    | —    | —    | —    | …    |

НФ = не финишировал